# Fana Fotball
Il Fana Fotball è una società calcistica norvegese con sede nella città di Fana. Milita nella 3. divisjon, quarto livello del campionato norvegese. Il club fu fondato nel 1920 e gioca le proprie partite casalinghe al Nesttun Idrettsplass.

## Palmarès

### Altri piazzamenti
- 2. divisjon:

Secondo posto: 2001 (gruppo 2)